# سلونتشنا
سلونتشنا (به چکی: Slunečná) یک منطقهٔ مسکونی در جمهوری چک است که در ناحیه تشسکا لیپا واقع شده‌است.